# 華南軍政長官公署
華南軍政長官公署是第二次國共內戰後期，中華民國政府設立的華南軍政事務高級統轄機構。該署於1949年8月24日由廣州綏靖公署擴增而來，首任長官余漢謀，副長官薛岳，轄第三十九、六十三、一○九軍、第二十一兵團、廣東省五個保安師等部隊。:321,4639月1日，國民黨中常會決定，華南軍事指揮權屬於余漢謀，保衛廣州軍事指揮權屬於薛岳。:370
一○九軍所屬一九六師，是古寧頭戰役後第一個移防金門的國軍部隊。